# جیمز ای پاولچیک
جیمز ای پاولچیک (به انگلیسی: James A. Pawelczyk) فضانورد اهل کشور ایالات متحده آمریکا است که در ۲۰ سپتامبر ۱۹۶۰ میلادی در بوفالو، نیویورک زاده شد. وی در مأموریت اس‌تی‌اس-۹۰ حضور داشته است.